# Mistras
Mystras (greacă Μυστράς) este un oraș în Grecia, regiunea Peloponez, prefectura Laconia, minicipalitatea Sparti.
Situl arheologic Mystras a fost înscris în anul 1989 pe lista patrimoniului cultural mondial UNESCO.